# Fauj-i-Khas
Il Fauj-i-Khas era una brigata del Fauj-i-Ain, la sezione regolare dell'esercito Sikh Khalsa. Composto da élite molto esperte, era rigorosamente disciplinato su modello francese e dotato di equipaggiamenti e armi del miglior tipo. 

## Contesto

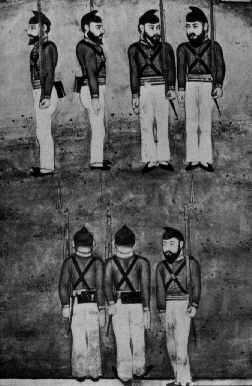
Soldati del Fauj-i-Khas

Prima del regno del maharaja Ranjit Singh, gli eserciti del Punjab erano composti esclusivamente da cavalleria. Dopo essere divenuto il sardar del misl Sukerchakia, Ranjit Singh, con abile diplomazia e numerose azioni militari, unificò gradualmente la maggior parte del Punjab. Conscio della forza militare degli afghani e dei britannici,  nel 1805 iniziò ad assumere ufficiali europei per addestrare e comandare parte del suo esercito.
Impressionato dalle prestazioni delle truppe addestrate dagli europei, chiamate Fauj-i-Khas ("esercito speciale"), nel 1835 Ranjit Singh ordinò una riorganizzazione totale di tutte le sue forze regolari sul loro modello. Ciò allarmò i britannici a tal punto da spingerli, nel 1837, ad emanare l'ordine di "vigilare e cercare di arrestare qualsiasi ufficiale francese che viaggiasse sotto mentite spoglie per unirsi all'esercito di Ranjit Singh".
Sotto la supervisione degli ufficiali europei e con l'incoraggiamento del maharaja, la fanteria e l'artiglieria acquistarono importanza. Alla morte di Ranjit Singh la fanteria era diventata l'arma più importante dell'esercito sikh.

## Formazione
Il Fauj-i-Khas costutiva l'élite dell'esercito regolare. Era rigorosamente addestrato secondo il modello francese e aveva un emblema e una bandiera separati. Comprendeva quattro battaglioni di fanteria, due reggimenti di cavalleria e una truppa di artiglieria.

### Fanteria
La fanteria era vestita con giacca scarlatta, pantaloni bianchi e cinture e sacche nere. I diversi reggimenti si distinguevano per il colore del copricapo, bianco, rosso, verde o giallo. I gurkha avevano giacche verdi e berretti neri. Durante l'inverno venivano utilizzati cappotti di pelliccia o giacche imbottite. I pathan e i mazhabi venivano inviati direttamente in fanteria.

### Cavalleria
I cavalieri erano vestiti con giacche rosse (grigio per i lancieri), pantaloni lunghi blu con una striscia rossa e turbanti cremisi. In inverno si usavano giacche di lana. Tutti, invece delle armi tradizionali, portavano un kirpan e una lancia. I reggimenti erano poi dotati di diverse combinazioni di armi, tra cui spade, sciabole, carabine, fucili a miccia.

### Artiglieria
Gli artiglieri indossavano pantaloni bianchi e gilet neri con cinture incrociate. Gli ufficiali non erano vincolati da regole di uniforme. Utilizzavano abiti di seta dai colori vivaci, e ognuno sceglieva il proprio come meglio credeva.

## Comandanti

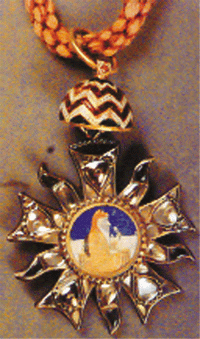
Ordine al merito con il ritratto di Ranjit Singh, ispirato alla Legion d'onore francese e indossato dai comandanti militari stranieri

Nel corso degli anni molti europei servirono nell'esercito del Punjab. Tra questi ci sono i seguenti, citati nel libro di memorie Soldier and Traveller di Alexander Gardner:
| Grado           | Nome                                  | Nazionalità                          | Specialità  |
| --------------- | ------------------------------------- | ------------------------------------ | ----------- |
| Jarnail/Kumedan | Alexander Gardner                     | Americano                            | Artiglieria |
|                 | Jean-Baptiste Ventura                 | Italiano                             | Fanteria    |
|                 | Jean-François Allard                  | Francese                             | Cavalleria  |
|                 | Paolo Avitabile                       | Italiano                             | Fanteria    |
|                 | Claude Auguste Court                  | Francese                             | Artiglieria |
|                 | Kanwar Balbhandra Rana                | Nepalese                             | Fanteria    |
|                 | Fakir Azizudin                        | Uzbeko                               |             |
| Sardar          | Matabar Singh                         | Nepalese                             | Artiglieria |
|                 | Josiah Harlan                         | Americano                            | Fanteria    |
|                 | Henry Charles van Cortlandt           | Inglese                              |             |
| Adjudan-Kumedan | Matthew William Ford                  | Inglese                              |             |
|                 | R. Foulkes                            | Inglese                              |             |
|                 | Benoit Argoud                         | Francese                             | Fanteria    |
|                 | Francis John Canora                   | Irlandese                            | Artiglieria |
| Kalnal          | Jacob Thomas                          | Anglo-indiano (irlandese)            | Fanteria    |
|                 | Hohenzollern                          | Tedesco                              |             |
|                 | Rattray (alias Leslie)                | Inglese                              |             |
|                 | François Henri Mouton                 | Francese                             | Cavalleria  |
|                 | Mevius                                | Tedesco                              |             |
| Kalnal-i-Sahni  | Henry Steinbach                       | Tedesco                              | Fanteria    |
|                 | Auguste de la Font                    | Francese                             |             |
|                 | M'Pherson                             | Inglese                              |             |
|                 | William Campbell                      | Anglo-indiano (scozzese)             |             |
|                 | Garron or Carron                      | Francese                             | Cavalleria  |
| Jamadar Kalnal  | Gordon                                | Anglo-indiano                        |             |
|                 | de Fasheye (padre)                    | Francese                             |             |
|                 | de Fasheye (figlio)                   | Francese                             |             |
|                 | Alvarine                              | Italiano o irlandese                 | Fanteria    |
|                 | Oms                                   | Spagnolo                             |             |
|                 | Vieskenawitch                         | Georgiano                            | Fanteria    |
|                 | Hest                                  | Greco                                |             |
| Mahzor-i-Sahni  | Fox                                   | Scozzese                             |             |
|                 | Henri Francois Stanislaus de la Roche | Francese/Franco-mauriziano           |             |
|                 | Robert Walter Dubuignon de Talbot     | Francese                             |             |
|                 | John Holmes                           | Anglo-indiano                        | Fanteria    |
|                 | Vochus                                | Russo                                |             |
| Mahzor          | Facieu                                | Francese                             |             |
|                 | John Wolff                            | Armeno                               |             |
|                 | de l'Ust                              | Francese                             |             |
|                 | Hureleek                              | Greco                                |             |
|                 | Dubignon                              | Francese                             |             |
| Kaptan          | John Fitzroy                          | Inglese                              |             |
|                 | Barlow                                | Inglese                              |             |
|                 | Vochen                                | Polacco                              |             |
|                 | Hommus                                | Spagnolo                             |             |
|                 | Martindale                            | Anglo-indiano                        |             |
|                 | Jervais                               | Francese                             |             |
|                 | Mœvuis                                | Russo                                |             |
| Subedar         | Bianchi                               | Italiano                             |             |
|                 | Dottenweiss                           | Tedesco                              |             |
| Altro           | Hurbon                                | Spagnolo                             | Geniere     |
|                 | Harvey                                | Inglese                              | Medico      |
|                 | Benét                                 | Francese                             | Medico      |
|                 | Johann Martin Honigberger             | Tedesco (Sassone della Transilvania) | Medico      |